# Großengersdorf
Großengersdorf ist eine Marktgemeinde mit 1549 Einwohnern (Stand 1. Jänner 2025) im Bezirk Mistelbach in Niederösterreich.

## Geografie

Groß Engersdorf am Nordrand des Marchfeldes um 1873 (Aufnahmeblatt der Landesaufnahme)

Großengersdorf liegt im Weinviertel in Niederösterreich fünf Kilometer östlich von Wolkersdorf am Rand des Hügellandes, das das Marchfeld nach Norden hin abschließt. Das größte Gewässer ist der Rußbach, der südwestlich des Ortes Großengersdorf fließt.
Die Fläche der Gemeinde umfasst 15,57 Quadratkilometer. Davon sind 78 Prozent landwirtschaftliche Nutzfläche, 4 Prozent Weingärten, 7 Prozent der Fläche sind bewaldet.

### Gemeindegliederung
Es gibt nur die Katastralgemeinde Großengersdorf.

### Nachbargemeinden
|              | Bockfließ                                   |           |
| Pillichsdorf | Kompassrose, die auf Nachbargemeinden zeigt |           |
|              | Deutsch-Wagram                              | Bockfließ |

## Geschichte
Die erste urkundliche Erwähnung erfolgte im Jahr 1114 als „Engilrichesdorf“. Danach änderte sich der Name mehrfach, ab dem 17. Jahrhundert hieß der Ort Groß-Engersdorf.
Dem Ort wurde 1868 das Marktrecht verliehen.
Laut Adressbuch von Österreich waren im Jahr 1938 in der Marktgemeinde Großengersdorf ein Arzt, drei Bäcker, zwei Binder, ein Brennstoffhändler, ein Drechsler, zwei Fleischer, drei Friseure, fünf Gastwirte, sieben Gemischtwarenhändler, ein Glaser, eine Hebamme, ein Holzhändler, eine Kerzen- und Seifenhändlerin, zwei Maler, elf Marktfahrer, zwei Maurermeister, zwei Müller, zwei Sägewerke, zwei Sattler, drei Schlosser, zwei Schmiede, zwei Schneider und drei Schneiderinnen, eine Schnittwarenhändlerin, sechs Schuster, ein Spengler, zwei Tischler, ein Viktualienhändler, ein Wagner, drei Weinsensale, zwei Zimmermeister und einige Landwirte ansässig. Am 7. April 2008 wurde der Name auf „Großengersdorf“ geändert.

### Einwohnerentwicklung
| Großengersdorf: Einwohnerzahlen von 1869 bis 2025   | Großengersdorf: Einwohnerzahlen von 1869 bis 2025 | Großengersdorf: Einwohnerzahlen von 1869 bis 2025 | Großengersdorf: Einwohnerzahlen von 1869 bis 2025 | Großengersdorf: Einwohnerzahlen von 1869 bis 2025 |
| --------------------------------------------------- | ------------------------------------------------- | ------------------------------------------------- | ------------------------------------------------- | ------------------------------------------------- |
| Jahr                                                |                                                   |                                                   |                                                   | Einwohner                                         |
| 1869                                                | 1869                                              |                                                   | 1.523                                             | 1.523                                             |
| 1880                                                | 1880                                              |                                                   | 1.568                                             | 1.568                                             |
| 1890                                                | 1890                                              |                                                   | 1.814                                             | 1.814                                             |
| 1900                                                | 1900                                              |                                                   | 1.871                                             | 1.871                                             |
| 1910                                                | 1910                                              |                                                   | 1.831                                             | 1.831                                             |
| 1923                                                | 1923                                              |                                                   | 1.765                                             | 1.765                                             |
| 1934                                                | 1934                                              |                                                   | 1.688                                             | 1.688                                             |
| 1939                                                | 1939                                              |                                                   | 1.644                                             | 1.644                                             |
| 1951                                                | 1951                                              |                                                   | 1.537                                             | 1.537                                             |
| 1961                                                | 1961                                              |                                                   | 1.380                                             | 1.380                                             |
| 1971                                                | 1971                                              |                                                   | 1.437                                             | 1.437                                             |
| 1981                                                | 1981                                              |                                                   | 1.312                                             | 1.312                                             |
| 1991                                                | 1991                                              |                                                   | 1.341                                             | 1.341                                             |
| 2001                                                | 2001                                              |                                                   | 1.430                                             | 1.430                                             |
| 2011                                                | 2011                                              |                                                   | 1.484                                             | 1.484                                             |
| 2021                                                | 2021                                              |                                                   | 1.503                                             | 1.503                                             |
| 2025                                                | 2025                                              |                                                   | 1.549                                             | 1.549                                             |
| Quelle(n): Statistik Austria, Gebietsstand 1.1.2021 |                                                   |                                                   |                                                   |                                                   |

## Kultur und Sehenswürdigkeiten

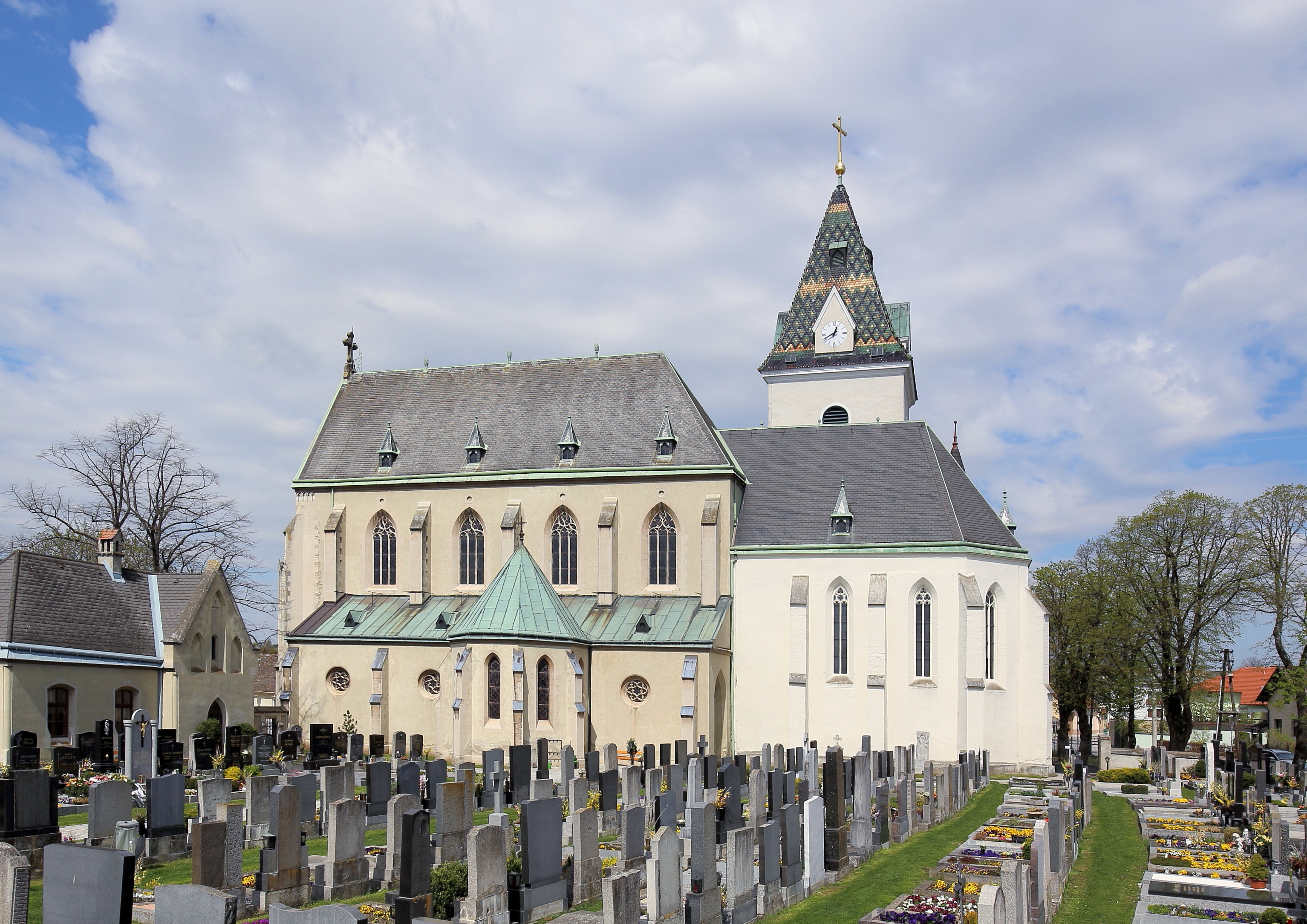
Pfarrkirche Großengersdorf

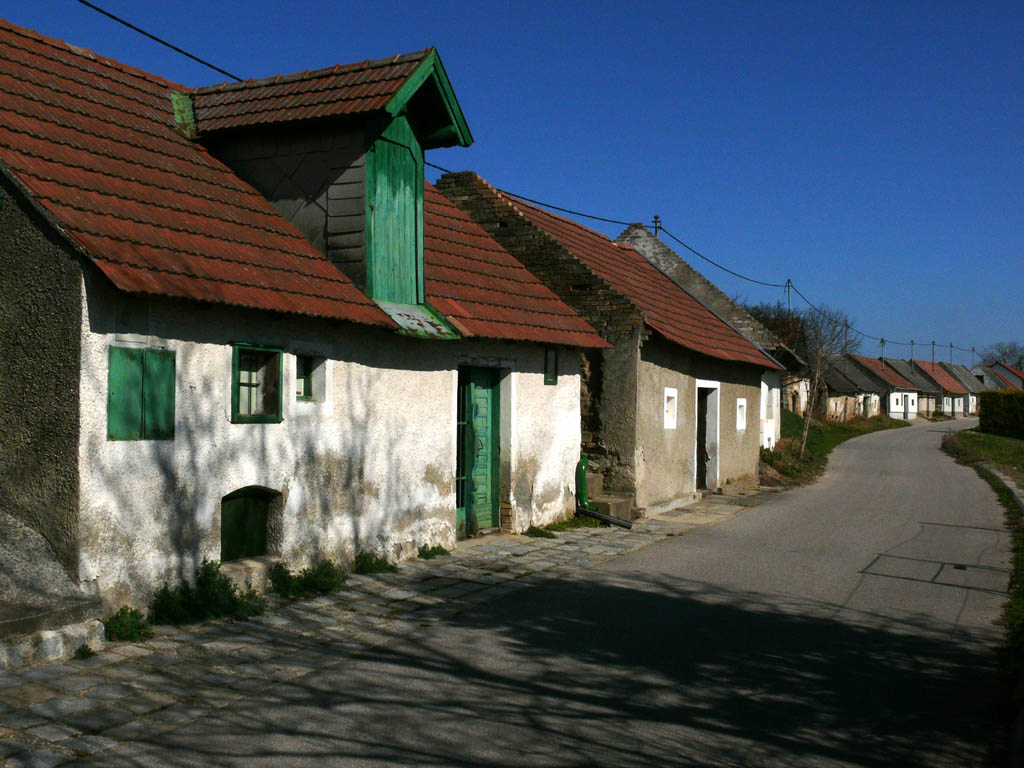
Kellergasse Satzgraben

- Katholische Pfarrkirche Großengersdorf Mariä Himmelfahrt
- Großengersdorf hat zwei schöne alte Kellergassen. Im Herbst findet hier ein Weinfest statt.
- Museum für Dorfkultur. Exponate vom bäuerlichen und landwirtschaftlichen Leben.

### Vereine
- Der Musikverein „Harmonia“ Großengersdorf wurde 1886 gegründet und besteht aus 71 aktiven Mitgliedern (2007).
- SC Großengersdorf (Fußball)
- Volleyballverein Großengersdorf
- Tri-Running-Team Musketiere
- Tischtennisverein Großengersdorf
- Tennisverein Großengersdorf
- Jugendverein Großengersdorf
- D'Engersdorfer Dirndl Drahra
- Nächstenhilfe Großengersdorf-Bockfließ-Pillichsdorf
- Insieme! Chor & Band Großengersdorf

## Wirtschaft und Infrastruktur
Nichtlandwirtschaftliche Arbeitsstätten gab es im Jahr 2001 30, land- und forstwirtschaftliche Betriebe nach der Erhebung 1999 81. Die Zahl der Erwerbstätigen am Wohnort betrug nach der Volkszählung 2001 628. Die Erwerbsquote lag 2001 bei 44,54 Prozent.
- Die Gemeinde ist noch vorwiegend landwirtschaftlich geprägt. Neben dem Acker- hat der Weinbau besondere Bedeutung. Vorwiegend werden die für das Weinviertel typischen Sorten Grüner Veltliner (weiß) und Zweigelt (rot) angebaut.
- Gastronomie: Im Gemeindegebiet befinden sich zwei Gasthäuser.
  - Gasthaus Lebenszeit[6]
  - Gasthaus Glöckler

### Öffentliche Einrichtungen
In Großengersdorf befindet sich ein Kindergarten und eine Volksschule.

### Verkehr
- Bahn: Der durch Großengersdorf verlaufende Teil der Stammersdorfer Lokalbahn, die eine Verbindung zur Schnellbahnlinie Mistelbach – Wien herstellte, wurde 2019 eingestellt.[9]

## Politik

### Gemeinderat
| Der Gemeinderat hat 19 Mitglieder. - Mit den Gemeinderatswahlen in Niederösterreich 1990 hatte der Gemeinderat folgende Verteilung: 12 ÖVP und 7 SPÖ. - Mit den Gemeinderatswahlen in Niederösterreich 1995 hatte der Gemeinderat folgende Verteilung: 10 ÖVP und 9 SPÖ. - Mit den Gemeinderatswahlen in Niederösterreich 2000 hatte der Gemeinderat folgende Verteilung: 10 ÖVP, 8 SPÖ und 1 FPÖ. - Mit den Gemeinderatswahlen in Niederösterreich 2005 hatte der Gemeinderat folgende Verteilung: 10 ÖVP, 7 SPÖ, 1 Grüne und 1 FPÖ. - Mit den Gemeinderatswahlen in Niederösterreich 2010 hatte der Gemeinderat folgende Verteilung: 11 ÖVP, 6 SPÖ, 1 Grüne und 1 FPÖ. - Mit den Gemeinderatswahlen in Niederösterreich 2015 hatte der Gemeinderat folgende Verteilung: 10 ÖVP, 7 SPÖ, 1 FPÖ und 1 Grüne. - Mit den Gemeinderatswahlen in Niederösterreich 2020 hat der Gemeinderat folgende Verteilung: 12 ÖVP und 7 SPÖ. | Die zur Anzeige dieser Grafik verwendete Erweiterung wurde dauerhaft deaktiviert. Wir arbeiten aktuell daran, diese und weitere betroffene Grafiken auf ein neues Format umzustellen. (Mehr dazu) |

### Bürgermeister
- bis 2017 Josef Staut (ÖVP)
- seit 2017 Christian Hellmer (ÖVP)[16]

### Wappen
Der Gemeinde wurde 1983 ein Wappen verliehen. Es zeigt in einem grünen Schild eine silberne Lyra, die im Schildesfuß von zwei goldenen Ähren umgeben ist und über der an einem goldenen Faden zwei blättertragende goldene Weintrauben hängen. Die Ähren und die Weintrauben weisen auf die bedeutende Rolle des Wein- und Ackerbaus hin. Die Gemeindefarben sind Gelb-Grün-Weiß.

## Persönlichkeiten
- Johann Mayer (1858–1941), Müller, Politiker und Landeshauptmann von Niederösterreich